# Тимофеев, Игорь Вячеславович
Игорь Вячеславович Тимофеев (родился в 1957 году в Москве) — русский писатель, журналист и эссеист, путешественник. Член Союза журналистов России, член Международного союза журналистов.

## Биография
Родился 31 августа 1957 года в Москве. Учился в МГТУ имени Н. Э. Баумана и МПГУ, также учился (но не окончил) в МГУ им. Ломоносова и во ВГИКе.
Работал корреспондентом в еженедельнике «Собеседник», «Огонёк», «Студенческий меридиан», «Пляж», старшим редактором в журнале «Вояж», заместителем главного редактора книжного издательства «Миф», главным редактором совместного российско-американского альманаха «Иметь или не иметь Америку», соведущим и соавтором туристических передач на каналах «М 1» (сейчас «Домашний») и «ДТВ», спецкором журнала «Путешествия по свету», автором издательств «Олита» и «Вокруг света», автором и ведущим программы «Хроника счастливых путешествий» на интернет-телевидении «Живое Радио и ТВ», редактором в издательстве «ЭКСМО».
Сотрудничает с популярными московскими изданиями, такими, как «Огонёк», «Комсомольская Правда», «Экспресс-Газета», «Афиша», «Домовой», c российскими изданиями Playboy, Cosmopolitan, National Geographic, Marie Claire, XXL; c интернет-порталами Yтро.ru, SuperStyle.ru, RUNYweb.com.
Автор путеводителей по Нью-Йорку, США, Италии, Египту, Мальте, Криту, Риму, Милану, Стамбулу, Хорватии, Сицилии, Болгарии, Венеции, Греции, Черногории, специфических путеводителей «Шопинг в Милане», «Шопинг в Риме», выходивших в издательствах «АСТ», «ЭКСМО», «Вокруг Света», «Молодая Гвардия», «Полиглот» и др.
Автор шести книг прозы, лауреат премии журнала «Огонёк».